# Округ Ли (Северна Каролина)
Округ Ли (енгл. Lee County) је округ у америчкој савезној држави Северна Каролина.

## Демографија
По попису из 2010. године број становника је 57.866, што је 8.826 (18,0%) становника више него 2000. године.
| Група             | 2000.          | 2010.          |
| Белци             | 32.467 (66,2%) | 34.321 (59,3%) |
| Афроамериканци    | 10.032 (20,5%) | 11.565 (20,0%) |
| Азијати           | 328 (0,7%)     | 489 (0,8%)     |
| Хиспаноамериканци | 5.715 (11,7%)  | 10.576 (18,3%) |
| Укупно            | 49.040         | 57.866         |